# Eotetranychus pruni
Eotetranychus pruni är en spindeldjursart som först beskrevs av Oudemans 1931.  Eotetranychus pruni ingår i släktet Eotetranychus och familjen Tetranychidae. Inga underarter finns listade i Catalogue of Life.